# Махмуд Даруиш
Махмуд Даруиш (на арабски: محمود درويش) е палестински поет, писател и журналист, получава множество награди за своето творчество. Считан е за национален поет на Палестина.

## Биография
Роден е на 13 март 1942 г. е в несъществуващото село Баруа, Северна Палестина, в семейството на земевладелец. През 1948 г., с първата бежанска вълна, семейството му се преселва в Ливан. През 1950 г. се завръща в Палестина и завършва средно образование. След това работи като журналист в Хайфа. През 1961 г. става член на комунистическата партия в Израел и редактира вестник „Ал Итихад“. Няколко пъти попада в затвора – през 1961, 1965 и 1967 г. Учи в Московския държавен университет през 1970 г. След това е журналист в египетския вестник „Ал Ахрам“. В Бейрут издава списание „Палестински проблеми“. По-късно живее в Кипър, Йордания, Тунис и Париж. От 1973 г. е член на Изпълнителния комитет на Организацията за освобождение на Палестина, за това му е забранено да живее в Израел. Автор е на текста на химна на организацията. Председател е на Съюза на палестинските писатели. Автор е на текста на Декларацията за независимост на Палестина от 1988 г. Пише речите на Ясер Арафат. Противопоставя се на Споразумението от Осло и подава оставка. От 1996 г. живее в Рамала, където създава и ръководи списание „Ал Кармел“.
Почива на 9 август 2008 г. в Хюстън. Тленните му останки са пренесени от САЩ през Йордания в Рамала, където е погребан с държавни почести, като ковчегът му е обвит с националното знаме на Палестина.

## Награди
- 1969 г. – удостоен е с Награда „Лотус“ на Организацията на Афро-азиатските писатели
- 1983 г. – Ленинска награда за мир
- 1993 г. – Кавалер на Ордена за изкуство и литература, Франция
- 1994 г. – удостоен е с наградата „Палестина – Махмуд Хамшари“ за цялостно творчество
- 2003 г. – „Награда Ерих Мария Ремарк за мир“
- 2007 г. – „Златен венец“ от Стружки вечери на поезията[2]

## Творчество
Първият си сборник със стихове публикува през 1960 г. Поезията и прозата на Махмуд Даруиш е преведена на 35 езика. На български език творчеството му се превежда от Мая Ценова и Азиз Шакир-Таш.

### Поезия
- Asafir bila ajniha („Врабче без крила“), 1960
- Awraq Al-Zaytun („Листатата на маслината“), 1964
- Ashiq min filastin („Един влюбен от Палестина“), 1966
- Akhir al-layl, 1967
- Yawmiyyat jurh filastini, 1969
- Habibati tanhad min nawmiha (My beloved awakens), 1969
- Al-Kitabah 'ala dhaw'e al-bonduqiyah (Writing in the light of the gun), 1970
- Al-'Asafir tamut fi al-jalil („Птичките умират в Галилея“), 1970
- Mahmoud Darwish works, 1971. Two volumes
- Mattar na'em fi kharif ba'eed (Light rain in a distant autumn) 1971
- Uhibbuki aw la uhibbuki („Обичам ли те, не те ли обичам“), 1972
- Jondiyyun yahlum bi-al-zanabiq al-baidaa' (A soldier dreaming of white lilies), 1973
- Complete Works, 1973. al-A'amal al-jadida (2004) и al-A'amal al-oula (2005).
- Muhawalah raqm 7 (Attempt number 7), 1974
- Tilka suratuha wa-hadha intihar al-ashiq (That's her image, and that's the suicide of her lover), 1975
- Ahmad al-za'tar, 1976
- A'ras („Венчавки“), 1977
- Al-Nasheed al-jasadi (The bodily anthem), 1980
- The Music of Human Flesh, 1980
- Qasidat Bayrut (Ode to Beirut), 1982
- Madih al-zill al-'ali (A eulogy for the tall shadow), 1983
- Hissar li-mada'eh al-bahr (A siege for the sea eulogies), 1984
- Victims of a Map, 1984
- Sand and Other Poems, 1986
- Hiya ughniyah, hiya ughniyah (It's a song, it's a song), 1985
- Ward aqal („Една роза по-малко“), 1985
- Ma'asat al-narjis, malhat al-fidda (Tragedy of daffodils, comedy of silver), 1989
- Ara ma oreed (I see what I want), 1990
- Ahad 'asher kaukaban (Eleven planets), 1992
- Limaza tarakt al-hissan wahidan (Why Did You Leave the Horse Alone?), 1995
- Psalms, 1995. A selection from Uhibbuki aw la uhibbuki
- Sareer El-Ghariba (Bed of a stranger), 1998
- Then Palestine, 1999
- Jidariyya (Mural), 2000
- The Adam of Two Edens: Selected Poems, 2000
- Halat Hissar (State of siege), 2002
- La ta'tazer 'amma fa'alt (Don't apologize for what you did), 2003
- Unfortunately, It Was Paradise: Selected Poems, 2003
- Al-A'amal al-jadida (The new works), 2004
- Al-A'amal al-oula (The early works), 2005
- Ka-zahr el-lawz aw ab'ad (almond blossoms and beyond), 2005
- The Butterfly's Burden, 2007

### Проза
- Shai'on 'an al-wattan (Something about the homeland), 1971
- Wada'an ayatuha al-harb, wada'an ayuha al-salaam (Farewell, war, farewell, peace), 1974
- Yawmiyyat al-hozn al-'aadi (Diary of the usual sadness), 1973
- Dhakirah li-al-nisyan („Памет за забравата“), 1987
- Fi wasf halatina (Describing our condition), 1987
- Al-Rasa'il (The Letters), 1990
- Aabiroon fi kalamen 'aaber (Bypassers in bypassing words), 1991
- Memory for Forgetfulness, 1995
- Fi hadrat al-ghiyab (In the presence of absence), 2006
- Athar alfarasha (A River Dies of Thirst: journals), 2009